# キャラバンサライ

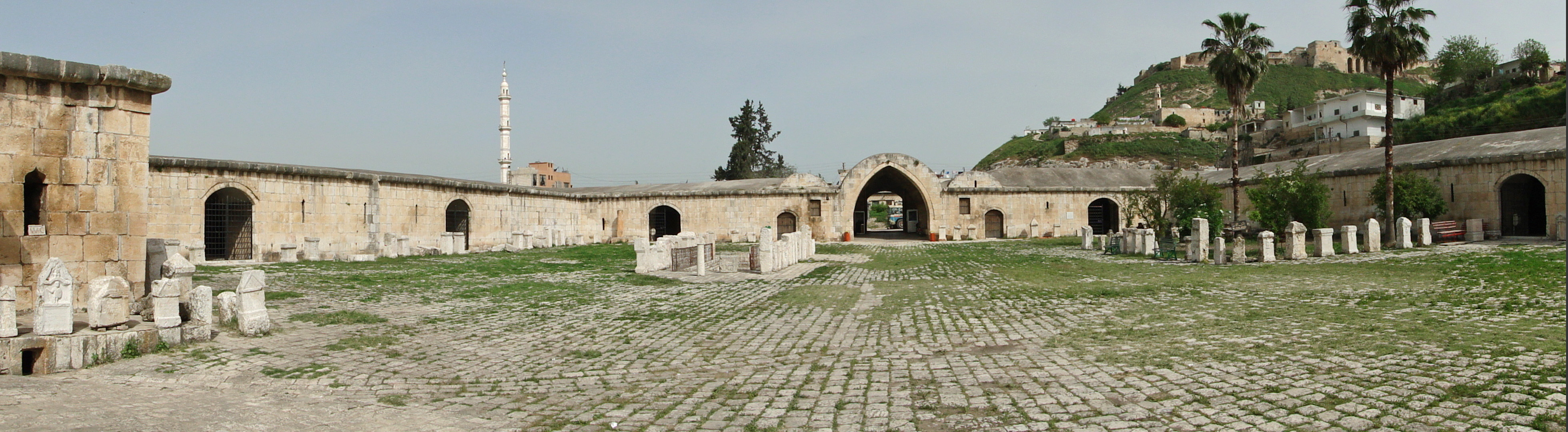
北シリアのキャラバンサライ

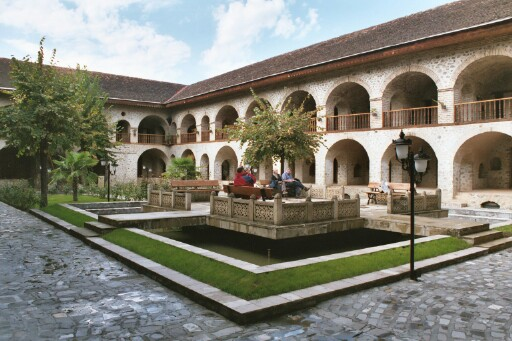
アゼルバイジャンのキャラバンサライ
（18世紀のもの）

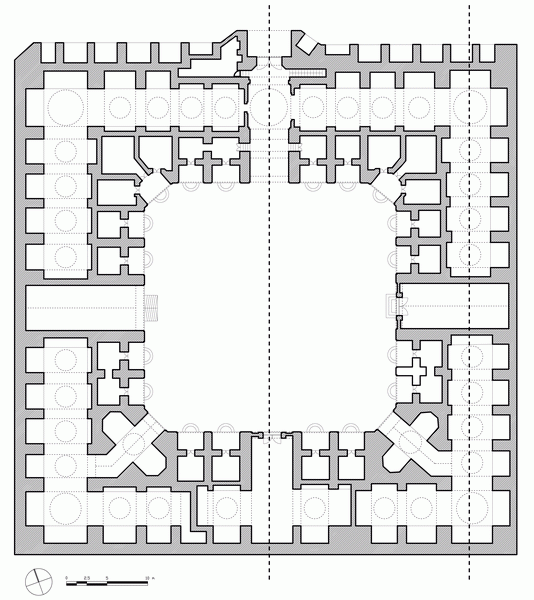
キャラバンサライの間取り図の例
（サファヴィー朝）

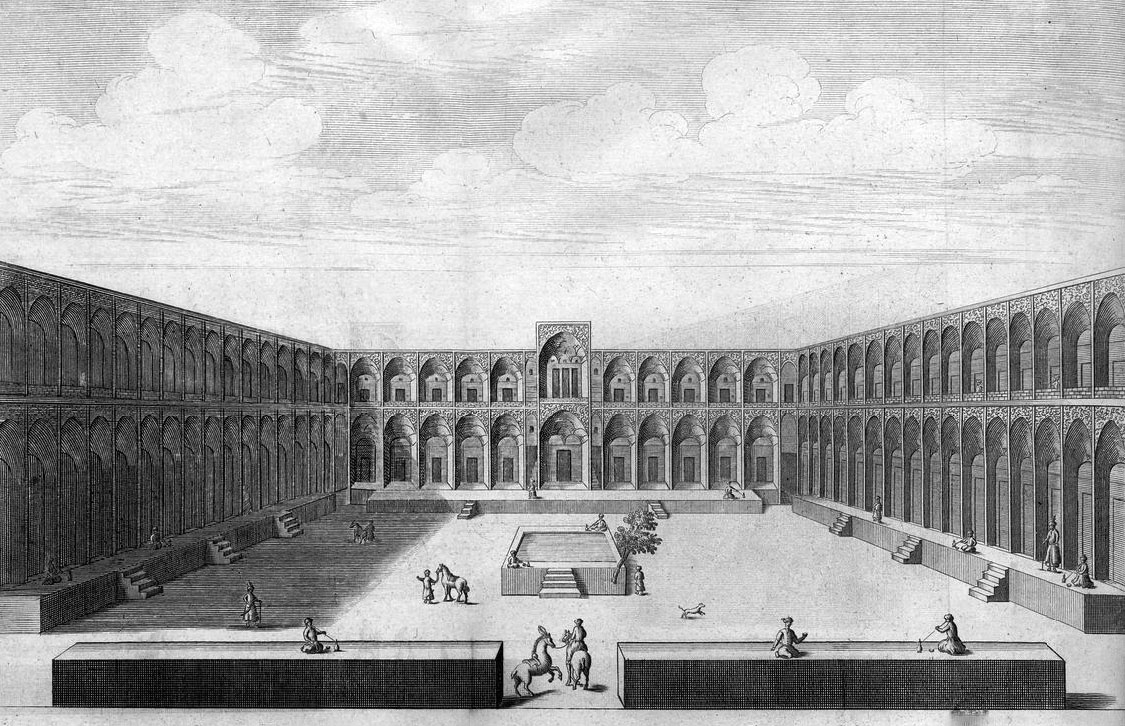
1723年の挿絵、イラン

キャラバンサライ（ペルシア語: كاروانسرا kārvānsarā、トルコ語: kervansaray）は、ペルシア語で「隊商宿」の意味。隊商のための取り引きや宿泊施設を指す。バザールやスークに隣接して建てられた。アラビア語では、ハーン（khan）、カイサリーヤ、フンドゥクとも呼ばれた。

## 概要
一般的には中庭がある2階建ての建築物で、1階は取引所、倉庫、厩、管理人や使用人の住居にあてられ、2階は客人である隊商の商人たちの宿泊施設となっていた。アガと呼ばれる責任者や、荷運びの監督、夜警などの役職が常駐していた。
キャラバンサライは、遠隔地交易の商人の他に、地元の卸売商人の事務所や倉庫にも使われた。イスファハンでは、前者をタージェル、後者をボナクダールと呼んで区別した。地元の卸売商人はティームやティームチェと呼ぶ取引場や、ダーラーン（通廊）で取引を行った。行商人は、卸売商人から商品を仕入れて近郊の農村や遊牧地をまわった。
現在では宿泊所としての機能は消え、事務所、倉庫、卸売店舗として用いられている。

## 世界遺産
2023年、イラン全国各地にある54か所のキャラバンサライはユネスコの世界遺産に指定された。

### 登録基準
この世界遺産は世界遺産登録基準のうち、以下の条件を満たし、登録された（以下の基準は世界遺産センター公表の登録基準からの翻訳、引用である）。
- (2) ある期間を通じてまたはある文化圏において、建築、技術、記念碑的芸術、都市計画、景観デザインの発展に関し、人類の価値の重要な交流を示すもの。
- (3) 現存するまたは消滅した文化的伝統または文明の、唯一のまたは少なくとも稀な証拠。